# Jakub Unger
Jakub Unger (* 30. října 1975 Broumov) je český novinář a mediální manažer. Od roku 2016 pracoval ve společnosti Seznam, kde budoval redakci Seznam Zpráv (SZ). V roce 2019 předal řízení webu Jiřímu Kubíkovi, v červnu 2024 se do čela SZ vrátil. Vedle toho řídil v Seznamu Divizi zpravodajství a rádií. V říjnu 2024 byl náhle ze Seznamu a všech tamních funkcí propuštěn.
Dříve pracoval jako poradce pro mediální byznys společnosti Agrofert a ředitel regionální zpravodajské sítě ve vydavatelství Mafra. Spolupracoval také na spuštění investigativního webu a časopisu Neovlivní.cz.

## Život
Pochází z Police nad Metují na Náchodsku. Na Gymnáziu Broumov vystudoval humanitní vědy, angličtinu a literaturu. Následně studoval na Univerzitě Karlově, na Fakultě sociálních věd žurnalistiku a mediální studia.
Začínal jako domácí reportér v časopise Týden a deníku Mf Dnes. Od roku 2002 působil ve vydavatelství Economia coby vedoucí domácího zpravodajství a zástupce šéfredaktora Hospodářských novin.
V roce 2005 zakládal zpravodajský portál Aktuálně.cz, první čistě online deník bez podpory tradičního vydavatelství. K roli šéfredaktora deníku v roce 2008 přibral roli obsahového ředitele společnosti Centrum Holdings (Centrum.cz), která Aktuálně.cz provozovala. Jeho tým přivedl na svět mimo jiné i investigativní Deník Insider, první placený servis pro tablety svého druhu. V roce 2013 poté, co Centrum koupil vydavatelský dům Economia, vedl ve sloučené firmě projekt redakční integrace obou vydavatelství.
V lednu 2014 média přinesla zprávu, že Unger začal pracovat jako poradce pro média společnosti Agrofert Andreje Babiše. Jak dlouho pracoval jako poradce pro mediální byznys Agrofertu, se ve veřejných zdrojích neuvádí. Poté byla jeho pozice uváděna jako ředitel regionální zpravodajské sítě ve vydavatelství Mafra a člen představenstva sesterského vydavatelství Ecopress (slovenské Hospodárské noviny).
Jím založená firma DeadLineMedia spustila v roce 2015 investigativní web a časopis Neovlivní.cz, který vede Sabina Slonková.
V polovině roku 2016 byl osloven společností Seznam.cz, aby vybudoval novou redakci a zpravodajský videoportál. Pilotní servis začala třicetičlenná redakce poskytovat již 4. října 2016 pod hlavičkou Seznam Zprávy. Následně dostal jeho tým na starosti přípravu projektu plnohodnotné televizní stanice. Celoplošná Televize Seznam začala vysílat 12. ledna 2018.
Za svou práci na Aktuálně.cz dostal cenu Českého literárního fondu Novinářská křepelka (cena pro novináře do 33 let). Ve výročním hlasování Křišťálová Lupa vyhrál jeho tým cenu internetový Projekt roku (2006), nominován byl rovněž v letech 2012 (Deník Insider), 2017 (Seznam Zprávy) a 2018 (Televize Seznam). Ze Seznamu byl propuštěn v říjnu 2024.

## Kontroverze
Kromě role poradce pro mediální byznys ve firmě Agrofert se Jakub Unger v roli šéfredaktora Seznam Zpráv podílel v říjnu 2024 na ukončení spolupráce s oceňovanými datovými novináři Kateřinou Mahdalovou a Michalem Škopem. Majitel Seznamu a část vedení redakce respektované autory obvinilo z napojení na politický subjekt a z korupce. Autoři tato obvinění kategoricky odmítli a trvali na tom, že jde o zástupné důvody, které měly zakrýt neochotu Seznam Zpráv publikovat jejich analýzu digitalizace stavebního řízení krátce poté, co v září 2024 premiér Fiala odvolal ministra pro místní rozvoj Bartoše. Majitel Ivo Lukačovič otevřeně na sociálních sítích psal o tom, jak na celou kauzu nahlíží.
Přesně dva týdny po této události se firma Seznam s Jakubem Ungerem rozloučila a oznámila, že jako šéfredaktor Seznam Zpráv končí, úplně opouští Seznam a odchází i ze všech ostatních funkcí, které dosud zastával.
Podle investigativních reportáží Jakuba Zelenky (pro Page not found) a Filipa Zelenky (pro Respekt) byla za propuštěním Jakuba Ungera ztráta důvěry majitele Seznamu Iva Lukačoviče. Podle reportáží měl český zbrojař Michal Strnad (Czechoslovak Group) usilovat o odkoupení Seznamu (vlastnícího média Seznam Zprávy a Novinky.cz). Strnad, který zbohatl během války na Ukrajině, přitom již dříve projevil zájem o odkoupení Mafry, A11 TV a Primy. A podle zjištění mělo vedení Seznamu vinit právě Ungera z napomáhání Strnadovi ovlivňovat jejich rozhodnutí. Unger měl majiteli Ivu Lukačovičovi předávat falešné či zmanipulované informace. Unger měl například tvrdit, že se dostal ke zprávám BIS, které zachycují informace o „jednom vlivném miliardáři se zájmem o Seznam Zprávy“. Na ÚOHS ležel na Seznam dlouho podnět a ten miliardář měl prý umět instituce přinutit, aby se jím začaly intenzivně zabývat. Vše pak mělo vyústit v rozdělení Seznamu a vyměření likvidační pokuty. Takto vyčleněné Seznam Zprávy pak měl chtít zmíněný miliardář odkoupit. Aby Lukačovič zprávám uvěřil, byla smluvena schůzka s premiérem Petrem Fialou (ODS), které se účastnil Lukačovič, Unger a Fialův mediální spolupracovník František Cerha. Ta měla Ungerova slova nepřímo legitimizovat a podpořit. Všechny zapojené strany odmítly zjištění komentovat. Podle informací Respektu vše začalo oznámením Iva Lukačoviče, který na sociálních sítích uvedl, že uvažuje o vstupu Seznamu na burzu. To podle zdrojů přilákalo k Seznamu oligarchy.